# Brachycephalidae
Brachycephalidae Günther, 1858 è una famiglia  di rane endemica del Sud America.

## Tassonomia
Comprende 77 specie nei seguenti generi:
- Brachycephalus Fitzinger, 1826 (38 sp.)
- Ischnocnema Reinhardt and Lütken, 1862 (39 sp.)